# Washington Senators (NFL)
Die Washington Senators, auch Washington Pros, war eine amerikanische American-Football-Mannschaft aus Washington, D.C. Das Team spielte 1921 in der American Professional Football Association (APFA). der heutigen NFL.

## Geschichte
In Washington D.C. existierten in den 1900er und 1910er Jahren verschiedene kurzlebige Football-Teams. Insbesondere die Entfernung zu anderen guten Teams erschwerte die Etablierung einer längere Zeit bestehenden Mannschaft. 1920 wurde mit der Gründung der APFA erstmals eine Liga geschaffen, die versuchte die besten Mannschaften aus den ganzen Vereinigten Staaten in einem Wettbewerb zu vereinen.
Ende 1920 sah deshalb der Präsident der Baseball-Mannschaft der Washington Senators, Clark Griffith, die Chance, neben dem Major-League-Baseball-Team auch ein Football-Team zu etablieren. Bei einer Versammlung am 19. Mai 1921 wurde der frühere Baseball-Star Tim Jordan zum Manager bestimmt. Als Heimstadion wurde der American League Park gewählt. Als Headcoach gewann man Jack Hegarty, 1910–1912 Spieler an der Georgetown University und von 1914 bis 1915 Football-Trainer an der North Carolina College of Agriculture and Mechanic Arts.
Das Team hatte 1921 einen Spielplan von 17 Spielen, drei wurden abgesagt. Dreimal wurde gegen APFA-Teams gespielt. Die beiden Spiele gegen die Canton Bulldogs wurden verloren. Das Spiel gegen die Cleveland Indians gewann das Team mit 7:0. Gegen die übrigen Teams gelangen sieben Siege, bei vier Niederlagen. Das Spiel gegen die Rochester Jeffersons am 4. Dezember 1921 wurde abgesagt. Das Spielfeld war verschneit und die Jeffersons weigerten sich nach 40-minütiger Diskussion das Spiel zu beginnen. Der Schiedsrichter wertete das Spiel zunächst als 1:0 für die Senators. Seitens der Liga wurde jedoch festgestellt, dass die Senators den Jeffersons eine Antrittsprämie von 800 Dollar zu zahlen hatte, dies jedoch nicht taten. In der Folge wurde das „Spiel“ nicht gewertet.
Tim Jordan umging die Zahlung des eingeforderten Betrages, indem er für das Folgejahr keine Franchise löste.
In der Saison 1922 spielte das Team unter dem Namen Washington Pros als unabhängiges Team. Es gelangen zwei Siege gegen die Baltimore Pros sowie ein Sieg gegen die Chester Shipbuilders. Niederlagen gab es gegen die NFL-Teams der Akron Pros, der Toledo Maroons und der Rochester Jeffersons. Ein geplantes Spiel gegen die Canton Bulldogs am 17. Dezember 1922 musste wegen des Wetters abgesagt werden.

## Uniform
Die Washington Senators trugen dunkelblaue Jerseys mit weißen Streifen.

## Statistik
| Saison | Liga (evt) | Siege | Niederlagen | Unentschieden | Punkte erzielt | Punkte zugelassen | Platzierung  | Playoffs (evtl.) | Head Coach   |
| ------ | ---------- | ----- | ----------- | ------------- | -------------- | ----------------- | ------------ | ---------------- | ------------ |
| 1921   |            | 1     | 2           | 0             | 21             | 43                | 12. (von 21) |                  | Jack Hegarty |
| 1922   |            | 3     | 3           |               | 62             | 42                |              |                  |              |